# Valore legale del titolo di studio
Il valore legale del titolo di studio indica il grado di ufficialità e la validità di un titolo di studio, riconosciuti ai sensi della legge o da atti giuridici aventi la stessa forza o autorizzati dalla legge vigente nei vari Stati del mondo.

## Caratteristiche
Il titolo di studio, secondo la scienza dell'educazione, è un certificato che attesta l'insieme di conoscenze e competenze apprese nel corso di studi. Le forme con cui viene data certezza pubblica a questo assunto, e garanzia della qualità della formazione secondo canoni socialmente accettati, variano da Paese a Paese a seconda del tipo di ordinamento giuridico, e delle tradizioni scolastiche, accademiche e professionali. In quasi tutti i Paesi, ad esempio, sono bandite le cosiddette fabbriche di titoli (ingl.: diploma mills), organizzazioni a scopo di lucro che rilasciano titoli di studio a pagamento e a fronte di scarso o nullo corrispettivo in termini di studio o dimostrazione di effettivo possesso di saperi congruenti con il livello comunemente accettato per il titolo stesso. In particolare, solo in alcuni Stati degli USA e in poche altre énclave giuridiche, tali organizzazioni possono operare legalmente.
Nel dibattito pubblico si parla genericamente e in modo astratto di "possesso di valore legale" da parte del titolo di studio intendendo l'ufficialità, la validità, o una combinazione di entrambe le caratteristiche, o di proprietà riconducibili a tali caratteristiche.
Le basi di questo concetto risiedono nei seguenti fatti:
1. una competente Autorità Pubblica introduce o riconosce un determinato titolo di studio come "titolo ufficiale" del proprio sistema di istruzione e di formazione;
2. il conferimento ad una persona di un particolare titolo di studio da parte di una competente autorità scolastica o accademica produce determinati effetti giuridici, individuati dalle situazioni giuridiche soggettive così attribuite al titolare da specifiche norme dell'ordinamento.

Ad esempio, per quanto riguarda l'ufficialità, il "possesso di valore legale" segnala la diversità di certi titoli di studio rispetto ad altri attestati o scritture private che, anche provenendo eventualmente da soggetti socialmente autorevoli, non siano compresi nel novero dei titoli definiti o riconosciuti formalmente in modo ufficiale. Tipicamente le Autorità Pubbliche decidono di proteggere legalmente certi titoli individuando o selezionando con apposite autorizzazioni amministrative le istituzioni (scuole, Università ed analoghi enti) che possono concederli, e in questo modo esercitano un controllo più o meno diretto sul sistema di istruzione e di formazione che viene così definito.

### Ufficialità dei titoli di studio
A seconda del Paese, vari concetti, metodi e prassi possono entrare in gioco per quanto attiene allo statuto di ufficialità dei titoli di studio in un certo sistema nazionale di istruzione e formazione. I due principali sono quelli di "riconoscimento" e di "accreditamento", a cui va aggiunto, poi, quello di "autorizzazione" (questa classificazione non pregiudica l'uso dei termini nei contesti nazionali). Essi vanno applicati tanto agli istituti scolastici o accademici quanto ai singoli titoli e/o corsi di studio. In molti casi, titoli di studio conferiti da istituti riconosciuti o accreditati sono considerati come titoli "ufficiali" in modo automatico; tuttavia in altri casi il riconoscimento o l'accreditamento degli istituti è distinto rispetto a quello dei corsi di studio (e quindi rispetto all'ufficialità dei rispettivi titoli).
Il "riconoscimento" riguarda lo statuto di ufficialità come accordato in base alla legislazione nazionale. In molti Paesi, infatti, sono leggi e regolamenti adottati da Autorità Pubbliche che stabiliscono in maniera più o meno dettagliata requisiti e procedure per l'assegnazione di un "potere ufficiale" di conferire (specifici) titoli di studio ad istituzioni scolastiche e accademiche, le quali sono considerate in tal guisa "riconosciute"; analoghe politiche e procedure possono riguardare, come già detto, i singoli corsi di studio. È evidente, poi, che scuole e Università istituite direttamente dall'Autorità Pubblica (e.g. di proprietà dello Stato o di Enti Territoriali) dovranno necessariamente soddisfare requisiti normativi equivalenti a quelli per riconoscimento, che in tali casi viene a coincidere con l'autorizzazione ad operare.
L'"accreditamento" è una decisione formale adottata da una qualche autorità competente (che può essere in generale anche una persona giuridica privata) sulla qualità di un istituto scolastico o accademico o di un corso di studio, in base a requisiti più o meno dettagliati e predefiniti. Il modo con cui i processi di accreditamento sono condotti nei vari Paesi (ed eventualmente da parte di varie organizzazioni), il ruolo e il grado di coinvolgimento delle Autorità Pubbliche, determinano l'"ufficialità" dei titoli di studio correlati direttamente o indirettamente all'accreditamento.

### Validità dei titoli di studio
La validità dei titoli di studio ai fini scolastici, accademici, lavorativi e professionali dipende anch'essa dal tipo di ordinamento giuridico, dalle scelte specifiche e dalle diverse tradizioni in vigore nei singoli Paesi.
La validità ai fini del proseguimento degli studi è definita e garantita dagli ordinamenti scolastici e accademici nazionali.
Datori di lavoro privati e, con più formalità, le Pubbliche Amministrazioni, richiedono tipicamente titoli di studio "ufficiali" come requisito essenziale, in base alle specifiche della mansione.
Quasi ovunque per l'accesso alle professioni regolamentate è richiesto il possesso di un titolo di studio "ufficiale".

## Ambito internazionale

### Unione europea
La convenzione di Lisbona dell'11 aprile 1997 ha stabilito una disciplina generale per il riconoscimento dei titoli tra gli Stati membri dell'Unione europea; il processo di Bologna, per la creazione dello Spazio Europeo dell'Istruzione superiore, ha compreso la definizione e l'accordo su uno schema generale dei cicli di studio accademici, su cui ogni Stato aderente mappa i propri corsi di studio nazionali.
Il riconoscimento dei titoli di studio è inoltre contemplato dalle Direttive 89/48/CEE, 92/51/CEE, 95/43/CE, 2005/36/CE relativa al riconoscimento delle qualifiche professionali. Non si applica alle professioni non regolamentate (per le quali non è prevista l'iscrizione ad un albo e il possesso di un titolo di studio idoneo) e alle professioni diversamente regolate da un sistema specifico di riconoscimento: medico, dentista, veterinario, ostetrica, infermiere, farmacista e architetto. Il sistema riguarda i cittadini di uno Stato membro (non gli extracomunitari, anche se con permesso di soggiorno), con il possesso dei titoli necessari all'esercizio di una professione in uno Stato membro (iscritti o meno al relativo albo professionale) e che intendono esercitarla in un altro Stato detto ospitante. Non esiste un sistema di riconoscimento automatico dei titoli abilitanti a una professione. L'autorità dello Stato ospitante accerta e deve concedere il riconoscimento se la professione che intende esercitare è la stessa per cui è in possesso dei titoli richiesti nello Stato di provenienza e se la formazione ha durata e contenuti simili a quelli richiesti nello Stato ospitante per la medesima professione.
Il diritto comunitario ha posto dei vincoli: l'autorità non può muovere rilievi in merito alla durata della formazione se questa differisce per meno di un anno, l'esperienza lavorativa richiesta non può essere superiore a 4 anni, può al massimo imporre una sola misura di compensazione (tirocinio, esame, frequenza di corsi), ha un termine perentorio di 4 mesi per rispondere alle domande di riconoscimento in forma scritta e motivata con possibilità di ricorso.
Il riconoscimento dei titoli è limitato dal fatto che la preminenza del diritto comunitario sul diritto degli Stati membri non si applica al diritto amministrativo. Tanto la decisione quanto il ricorso si svolgono presso le autorità dello Stato ospitante secondo le sue leggi. In altre parole, le autorità comunitarie non hanno il potere di annullare una decisione amministrativa presa da un'autorità nazionale: la Corte di Giustizia può imporre risarcimenti, ma è il singolo Stato interessato che deve poi recepirle e modificare le decisioni individuali.

## Nel mondo

### Italia
Il principio del valore legale dei titoli universitari è sintetizzato nel Testo unico delle leggi sull'istruzione superiore (R.D. 31.8.1933, n.1592, art. 167): Le Università e gli Istituti superiori conferiscono, in nome della Legge, le lauree e i diplomi determinati dall'ordinamento didattico. Il Regolamento studenti (R.D. 4 giugno 1938, n.1269, articolo 48) prevede che le lauree e i diplomi conferiti dalle Università contengano esplicitamente la dicitura "Repubblica Italiana" (per i titoli conseguiti a partire dal 1946) e "in nome della legge".
Per i corsi di istruzione di I e II grado della scuola, la domanda di riconoscimento del valore legale del titolo di studio, va fatta all'ufficio scolastico regionale competente; i soggetti legittimati sono quelli previsti dall'art. 379 del d.lgs. 16 aprile 1994, n. 297, mentre per la formazione professionale per il riconoscimento delle qualifiche la domanda va fatta al dicastero competente.
Riguardo l'università invece il regio decreto 31 agosto 1933 n. 1592 afferma che i titoli accademici conseguiti all’estero non hanno valore legale in Italia, salvo il caso di legge speciale o di accordi bilaterali. A decidere sull'equipollenza sono le singole università alle quali venga inoltrata apposita domanda, a livello europeo l'Italia ha ratificato la convenzione di Lisbona con la legge 11 luglio 2002, n. 148.
Nell'ordinamento giuridico italiano il titolo di studio a cui viene attribuito valore legale è un certificato rilasciato da un'autorità scolastica o accademica nell'esercizio di una funzione pubblica. Esso riproduce gli estremi un atto pubblico compiuto da un pubblico ufficiale o da una commissione d'esame investita della medesima funzione che dispone il conferimento del titolo al candidato; pertanto si tratta di un atto di fede privilegiata ai sensi degli articoli 2699 e 2700 del Codice civile. Per potersi dare la potestà testé menzionata, l'autorità in parola deve essere un'amministrazione pubblica a ciò incaricata dalla legge, oppure un istituto privato legalmente riconosciuto dal Ministro competente, e il titolo di studio riferirsi ad un corso previsto da un regolamento didattico conforme a schemi nazionali definiti da leggi e regolamenti ministeriali (o anche leggi regionali per i settori formativi di loro competenza). A questi titoli, e solo ad essi, viene accordata una specifica protezione legale.
Dal punto di vista dell'efficacia giuridica il titolo afferma una certezza legale valevole erga omnes, il possesso di un titolo di studio con valore legale è (per definizione) una condizione necessaria, in base a specifiche norme dell'ordinamento, per:
- il proseguimento degli studi nel sistema scolastico o accademico nazionale
- l'ammissione ad esami di Stato finalizzati all'iscrizione ad albi, collegi ed ordini professionali
- la partecipazione a concorsi banditi dalla pubblica amministrazione e l'inquadramento in precisi profili funzionali lavorativi

Il concetto di "valore legale" non risulta tuttavia definito dall'ordinamento; si tratta quindi di una locuzione della dottrina liberamente applicata (e poi discussa) nel contesto della legislazione riguardante i titoli di studio, che estende e in effetti modifica l'analogo concetto relativo all'efficacia probatoria di un documento nel processo. Esistono però norme che fanno riferimento al valore legale, come il D.M. 509/1999 e il D.M. 270/2004. Il tema del "valore legale" è stato oggetto di una indagine conoscitiva della VII Commissione del Senato, conclusasi nel febbraio 2012.
I sostenitori dell'abolizione del valore legale del titolo di studio affermano che, a seguito dell'eliminazione, si innescherebbe automaticamente una concorrenza virtuosa che riguarderebbe ogni aspetto saliente del sistema formativo universitario, anche se tuttavia l'amministrazione potrebbe cominciare a selezionare in modo clientelare, dando così peso diverso ai titoli di studio in base all'istituto di istruzione di provenienza. I sostenitori del mantenimento del valore legale del titolo di studio affermano invece che esso ha svolto sino ad oggi un'utile e insostituibile funzione di mediazione tra sistema formativo e mercato del lavoro. L'abolizione del valore legale del titolo di studio era auspicata dalla loggia P2 nel Piano di rinascita democratica.
In particolare, ai sensi del testo unico delle leggi sull'istruzione superiore (R.D. 31.8.1933, n.1592, art. 167) si afferma che:
ma si chiarisce pure che (art. 172)
All'Art. 148 (ora non più in vigore in questa forma) si afferma che
L'art. 170 dispone poi:
La Legge 13 marzo 1958, n. 262, che regola il conferimento ed uso di titoli accademici, professionali e simili recita, all'art. 1: 
La stessa legge, all'Art. 2, precisa:
Nell'articolo 10 della legge 30 novembre 1973, n. 766 (Conversione in legge, con modificazioni, del decreto-legge 1º ottobre 1973, n.580, recante misure urgenti per l'Università), compare la locuzione di "valore legale" dove si afferma che
La legge 9 maggio 1989, n. 168, che ha introdotto spazi più ampi per l'autonomia delle Università, ha precisato che gli statuti universitari devono prevedere (art. 16 comma 4)
Con la riforma degli ordinamenti didattici ex D.M. 509/1999, che ha modificato la struttura dei cicli di studio con la laurea triennale e l'istituzione della laurea specialistica (ora laurea magistrale), sono state introdotte le "classi" di lauree.
A tale riguardo, con il D.M. 22 ottobre 2004, n.270, che abroga e sostituisce il decreto del 1999, si dispone che: (art. 4 comma 3)
Per ciò che riguarda l'accesso alle professioni si può richiamare quanto statuito dall'articolo 7, comma 1, del D.P.R. 5 giugno 2001, n. 328, secondo cui
Si teme che una eventuale generalizzata e radicale abolizione del valore legale comporti una cessione di potere in materia di formazione da parte dello Stato non al mercato ma alle corporazioni professionali..

### Regno Unito
Nel Regno Unito il potere di conferire titoli accademici (Degree Awarding Power) è attribuito agli istituti di istruzione superiore dal Consiglio della Corona, che si avvale della Quality Assurance Agency per l'istruttoria sul merito. La stessa agenzia, poi, conduce degli audit istituzionali periodici, per verificare la sussistenza nel tempo della solidità istituzionale per quanto attiene al mantenimento degli standard accademici e della qualità dell'offerta formativa, in modo congruente con il ruolo e le responsabilità rivestite. Separatamente dall'accreditamento istituzionale e dalle verifiche periodiche esistono poi le procedure di accreditamento per singoli corsi di studio, rilevanti ai fini dell'accesso alle professioni regolamentate o ad albi e associazioni professionali, a cura di apposite Autorità riconosciute dove necessario dalla legge ma tipicamente controllate dalle singole comunità di professionisti.

### Stati Uniti d'America
Negli USA sono i singoli Stati che autorizzano college ed università di vario tipo ad operare legalmente, poiché il governo federale degli Stati Uniti d'America non ha prerogative in materia. Tuttavia esiste un complesso sistema per l'accreditamento di istituzioni e corsi di studio che è gestito da enti privati (dette Agenzie o Commissioni) a loro volta riconosciuti dagli Stati. Il principale riconoscimento ufficiale di tali Agenzie di accreditamento è però quello offerto dal Dipartimento dell'Istruzione del Governo Federale (USDE) perché solo gli studenti di istituzioni accreditate da Agenzie da esso riconosciute hanno accesso a borse di studio federali.
I criteri per il riconoscimento sono fissati dalla legislazione federale, ad occuparsi della registrazione delle istituzioni di accreditamento è il "Department Of Education" che è tenuto per legge a redigere e pubblicare un elenco di Enti di Accreditamento. Anche il "Consiglio per l'Accreditamento dell'Istruzione Superiore" (CHEA) offe un riconoscimento importante per le Agenzie (pur essendo un Ente privato), in quanto per l'accesso a molti uffici pubblici, per le professioni regolate, e nella considerazione pubblica tale riconoscimento è equipollente a quello dell'USDE.